# Việt Khuê
Nguyễn Hữu Việt Khuê (sinh ngày 11 tháng 3 năm 1984) là nam biên tập viên, MC và bình luận viên bóng đá người Việt Nam.

## Tiểu sử
Việt Khuê sinh ngày 11 tháng 3 năm 1984 tại Hà Nội. Anh là con trai của nhà toán học Nguyễn Hữu Việt Hưng. Anh từng tốt nghiệp thủ khoa trường Đại học Khoa học Tự nhiên Đại học Quốc gia Hà Nội năm 2006 và cũng là thủ khoa đại học toàn quốc năm 2006.

## Sự nghiệp
Việt Khuê từng theo học tại trường Đại học Khoa học Tự nhiên Hà Nội, trước đó anh là cựu học sinh tiêu biểu của Trường Trung học phổ thông chuyên Hà Nội - Amsterdam. Ban đầu, anh muốn làm nhà khoa học như bố nhưng không lâu sau khi vừa tham gia chương trình Người hâm mộ cùng bình luận World Cup 2006, anh bỗng nhận ra mình đam mê truyền hình và quyết định theo đuổi nó.
Việt Khuê làm việc tại Đài Truyền hình Việt Nam, anh từng dẫn dắt cho nhiều bản tin thể thao, trong đó có thể kể đến như 360 độ thể thao, Thể thao 24/7, Nhịp đập 360 độ thể thao và tham gia bình luận trực tiếp các sự kiện thể thao lớn như: Ngoại hạng Anh, Bundesliga, UEFA Champions League, World Cup, Asiad, Seagames, Euro và AFF Cup.
Trong khoảng thời gian từ năm 2007 đến năm 2015, anh phụ dẫn dắt chương trình Đường lên đỉnh Olympia từ năm thứ 8, năm thứ 10 đến năm thứ 13. Riêng Olympia năm thứ 9, anh chuyển sang dẫn dắt chương trình chính. Riêng năm thứ 15, anh đã bất ngờ trở lại dẫn dắt chương trình đặc biệt Gala kỉ niệm 15 năm lên sóng của Đường lên đỉnh Olympia cùng với MC Ngọc Huy.
Hiện anh đã lập gia đình và có hai con sinh đôi, một trai, một gái.

## Chương trình truyền hình đã tham gia

### Dẫn chương trình
- Đường lên đỉnh Olympia (năm thứ 8, năm thứ 9, năm thứ 10, năm thứ 11, năm thứ 12, năm thứ 13, Gala kỷ niệm 15 năm): Dẫn chương trình
- Đường lên đỉnh Olympia (năm thứ 8, năm thứ 9, năm thứ 10, năm thứ 11): Dẫn chương trình tại các điểm cầu
- Siêu sao giải ngoại hạng (2014 - 2016)
- 360 độ thể thao
- Sân cỏ Bundesliga (2020 - 2021) - VTV5, VTV6
- Bữa trưa vui vẻ (2014 - 2015)
- Café sáng với VTV3 (2017 - Đầu 2018)[8]
- Bóng đá là số 1 - VTV3
- Cận cảnh thể thao
- Giờ vàng thể thao

### Người chơi - Khách mời
- Ai là triệu phú (1/1/2008)
- Trò chơi âm nhạc (1/10/2014)
- Gặp gỡ VTV 2014 (31/12/2014)
- Robocon Việt Nam (Bình luận viên từ 2015)
- Cuộc sống tươi đẹp (13/8/2022)